# Old Crow
Old Crow es un pequeño poblado ubicado en el territorio canadiense de Yukón. En 2011 poseía unos 245 habitantes, la mayor parte de ellos pertenecen a la Primera Nación Vuntut Gwitchin hablantes de gwich'in. Está situado en el Río Porcupine en el norte del Yukón donde funciona el Aeropuerto Old Crow, lo cual es muy importante porque es la única comunidad del Yukón a la que no se puede llegar en auto.
67°34′N 139°48′O / 67.567, -139.800

## Historia
Un amplio número de huesos aparentemente de animales domésticos fueron descubiertos en el área de Old Crow, sobre todo en las Cuevas de Bluefish, localizadas cerca de la costa del Océano Ártico. Mediante la Datación por radiocarbono se ha estimado que estos restos tienen una edad de entre 25.000 y 40.000 años, varios miles de años antes del aparente poblamiento de América por los humanos.
Un jefe indígena llamado Deetru` K`avihdik (literalmente "puedo andar como un cuervo", crow en inglés), ayudó a asentarse a una comunidad aquí en torno a la década de 1870, y la localidad recibió su nombre. El pueblo fue fundado alrededor la caza de la rata almizclera, que continúa siendo una importante fuente de ingresos.
Los habitantes de Old Crow siguen dependiendo del pastoreo del caribú para obtener alimento y pieles. El caribú del Porcupine emigra anualmente al Refugio Nacional de Fauna Salvaje del Ártico en Alaska para dar a luz a sus crías. Muchos lugareños creen que la migración se está viendo afectada por la extracción de petróleo en el Norte de Alaska, involucrándose en su protección.

## Clima
| Parámetros climáticos promedio de Old Crow (1981-2010) | Parámetros climáticos promedio de Old Crow (1981-2010) | Parámetros climáticos promedio de Old Crow (1981-2010) | Parámetros climáticos promedio de Old Crow (1981-2010) | Parámetros climáticos promedio de Old Crow (1981-2010) | Parámetros climáticos promedio de Old Crow (1981-2010) | Parámetros climáticos promedio de Old Crow (1981-2010) | Parámetros climáticos promedio de Old Crow (1981-2010) | Parámetros climáticos promedio de Old Crow (1981-2010) | Parámetros climáticos promedio de Old Crow (1981-2010) | Parámetros climáticos promedio de Old Crow (1981-2010) | Parámetros climáticos promedio de Old Crow (1981-2010) | Parámetros climáticos promedio de Old Crow (1981-2010) | Parámetros climáticos promedio de Old Crow (1981-2010) |
| Mes                                                    | Ene.                                                   | Feb.                                                   | Mar.                                                   | Abr.                                                   | May.                                                   | Jun.                                                   | Jul.                                                   | Ago.                                                   | Sep.                                                   | Oct.                                                   | Nov.                                                   | Dic.                                                   | Anual                                                  |
| ------------------------------------------------------ | ------------------------------------------------------ | ------------------------------------------------------ | ------------------------------------------------------ | ------------------------------------------------------ | ------------------------------------------------------ | ------------------------------------------------------ | ------------------------------------------------------ | ------------------------------------------------------ | ------------------------------------------------------ | ------------------------------------------------------ | ------------------------------------------------------ | ------------------------------------------------------ | ------------------------------------------------------ |
| Temp. máx. abs. (°C)                                   | 2.5                                                    | 3.0                                                    | 6.7                                                    | 15.9                                                   | 28.1                                                   | 32.3                                                   | 32.4                                                   | 32.8                                                   | 23.9                                                   | 17.5                                                   | 6.1                                                    | 1.7                                                    | 32.8                                                   |
| Temp. máx. media (°C)                                  | -25.2                                                  | -21.7                                                  | -14.8                                                  | -3.7                                                   | 8.4                                                    | 19.1                                                   | 20.2                                                   | 16.2                                                   | 7.9                                                    | -5.3                                                   | -19.0                                                  | -20.7                                                  | -3.2                                                   |
| Temp. media (°C)                                       | -29.2                                                  | -26.5                                                  | -21.2                                                  | -10.1                                                  | 2.7                                                    | 12.9                                                   | 14.6                                                   | 10.9                                                   | 3.5                                                    | -8.8                                                   | -22.9                                                  | -25.1                                                  | -8.3                                                   |
| Temp. mín. media (°C)                                  | -33.5                                                  | -31.1                                                  | -27.6                                                  | -16.5                                                  | -3.0                                                   | 6.6                                                    | 8.9                                                    | 5.4                                                    | -0.9                                                   | -12.2                                                  | -27.1                                                  | -29.6                                                  | -13.4                                                  |
| Temp. mín. abs. (°C)                                   | -59.4                                                  | -54.4                                                  | -48.3                                                  | -39.5                                                  | -28.0                                                  | -8.3                                                   | -2.5                                                   | -9.5                                                   | -22.5                                                  | -38.0                                                  | -47.0                                                  | -56.7                                                  | -59.4                                                  |
| Precipitación total (mm)                               | 13.1                                                   | 13.8                                                   | 14.4                                                   | 9.5                                                    | 14.4                                                   | 37.2                                                   | 43.5                                                   | 46.7                                                   | 29.0                                                   | 22.1                                                   | 18.1                                                   | 16.7                                                   | 278.6                                                  |
| Lluvias (mm)                                           | 0.0                                                    | 0.1                                                    | 0.0                                                    | 0.7                                                    | 8.3                                                    | 34.5                                                   | 43.5                                                   | 45.8                                                   | 20.0                                                   | 2.0                                                    | 0.0                                                    | 0.0                                                    | 154.8                                                  |
| Nevadas (cm)                                           | 15.5                                                   | 16.4                                                   | 16.6                                                   | 9.7                                                    | 6.6                                                    | 2.8                                                    | 0.0                                                    | 1.0                                                    | 9.3                                                    | 23.0                                                   | 21.6                                                   | 18.9                                                   | 141.4                                                  |
| Días de precipitaciones (≥ 0.2 mm)                     | 9.2                                                    | 9.6                                                    | 9.4                                                    | 6.6                                                    | 6.3                                                    | 10.8                                                   | 13.6                                                   | 14.4                                                   | 12.6                                                   | 13.6                                                   | 11.9                                                   | 11.4                                                   | 129.3                                                  |
| Días de lluvias (≥ 0.2 mm)                             | 0.0                                                    | 0.0                                                    | 0.0                                                    | 0.6                                                    | 3.6                                                    | 10.5                                                   | 13.6                                                   | 14.3                                                   | 9.3                                                    | 1.0                                                    | 0.0                                                    | 0.0                                                    | 53.0                                                   |
| Días de nevadas (≥ 0.2 cm)                             | 10.0                                                   | 9.9                                                    | 9.5                                                    | 6.2                                                    | 3.1                                                    | 0.8                                                    | 0.0                                                    | 0.4                                                    | 3.9                                                    | 13.2                                                   | 12.6                                                   | 11.8                                                   | 81.5                                                   |
| Humedad relativa (%)                                   | 78.7                                                   | 76.5                                                   | 77.0                                                   | 70.4                                                   | 54.6                                                   | 47.0                                                   | 53.3                                                   | 60.2                                                   | 66.5                                                   | 80.3                                                   | 79.5                                                   | 78.9                                                   | 68.6                                                   |
| Fuente: Environment Canada                             |                                                        |                                                        |                                                        |                                                        |                                                        |                                                        |                                                        |                                                        |                                                        |                                                        |                                                        |                                                        |                                                        |

## Transporte
El Aeropuerto de Old Crow proporciona transporte a otras comunidades durante todo el año. En invierno a veces se construye una carretera de hielo temporal para el transporte de mercancías, aunque sólo se realiza cuando hay una necesidad importante, como la construcción de un nuevo edificio.